# Turulung-Vii
Turulung-Vii (węg. Túrterebesi-Szőlőhegy) – wieś w Rumunii, w okręgu Satu Mare, w gminie Turulung. W 2011 roku liczyła 187 mieszkańców.